# 一宮市立奥小学校
一宮市立奥小学校（いちのみやしりつおくしょうがっこう）は、愛知県一宮市奥町にある公立小学校。

## 沿革
- 1873年（明治6年）1月 - 日新小学校として開校。西宝寺[注 1]を仮校舎とする。
- 1874年（明治7年）2月 - 東奥小学校と西奥小学校に分離する。
- 1885年（明治18年）6月 - 東奥小学校、西奥小学校、野府学校を統合し[1]、公立奥小学校となる。野府分教場を設置。
- 1888年（明治21年）4月1日 - 野府分教場が分立し、開明学校となる。
- 1902年（明治35年）4月 - 奥尋常高等小学校に改称する。
- 1911年（明治44年）11月 - 校舎を増築する。
- 1918年（大正7年）3月 - 校舎を増築する。
- 1919年（大正8年）12月 - 講堂が完成する。
- 1933年（昭和8年）10月 - 新校舎（木造2階建）が完成する。
- 1941年（昭和16年）4月1日 - 奥国民学校に改称する。
- 1944年（昭和19年） - 校舎（木造2階建）を新築する。
- 1947年（昭和22年）4月1日 - 奥町立奥小学校に改称する。
- 1954年（昭和29年）9月 - 校舎を増築する。
- 1955年（昭和30年）
  - 4月1日 - 奥町が一宮市に編入される。同時に一宮市立奥小学校に改称する。
  - 12月2日 - 校舎（木造2階建）、雨天体操場が完成する。
- 1964年（昭和39年）12月 - 校舎（西校舎・鉄筋コンクリート造）を新築する。旧校舎（1911年、1918年建築）を解体。
- 1971年（昭和46年）
  - 4月13日 - 火災により東校舎を全焼する。
  - 9月8日 - 東校舎（鉄筋コンクリート造3階建）が完成。
- 1979年（昭和54年）4月2日 - 西校舎を増築する。
- 1982年（昭和57年）12月8日 - 東校舎を増築する。
- 1988年（昭和63年）3月31日 - 屋内運動場が完成する。

## 通学区域
- 奥町[2]。

## 進学先中学校
- 一宮市立奥中学校

## 交通アクセス
- 名鉄尾西線「奥町駅」下車、徒歩約5分。

## 著名な卒業生
- 山内一弘 - 元プロ野球選手・監督[3]